# 420 Bertholda
420 Bertholda је астероид. Приближан пречник астероида је 141,25 km,
а средња удаљеност астероида од Сунца износи 3,425 астрономских јединица (АЈ).
Инклинација (нагиб) орбите у односу на раван еклиптике је 6,638 степени, а орбитални период износи 2316,153 дана (6,341 година). Ексцентрицитет орбите астероида износи 0,038.
Апсолутна магнитуда астероида износи 8,31 а геометријски албедо 0,042.
Астероид је откривен 7. септембра 1896. године.